# Licimnio de Quíos
Licimnio de Chios (en griego: Λικύμνιος, en latín: Licymnius) fue un antiguo poeta ditirámbico griego de Quíos, probablemente nacido en el siglo IV a. C. aunque esto no es seguro.
Aristóteles le menciona en su "Retórica", diciendo que las obras de Licimnio eran tan buenas tanto en forma escrita como hablada. También es mencionado por Queremón de Alejandría. Sexto Empíricoconservó uno de sus poemas, una oración por la salud, aunque la atribución es incierta y podría ser de otro poeta. Partii afirma que escribió un poema sobre la conquista de Sardes y Eustacio de Epifanía le menciona en un poema como "Λικύμνιον Βουπραδιέα ἀοιδόν" (Likkimnion Bupradiaea aodon).